# Laru Dolok
Laru Dolok is een bestuurslaag in het regentschap Mandailing Natal van de provincie Noord-Sumatra, Indonesië. Laru Dolok telt 213 inwoners (volkstelling 2010).